# Delahaye Type 37 e 28
Le Type 37 e 28 erano due autovetture di fascia medio-bassa prodotte dal 1905 al 1908 dalla Casa automobilistica francese Delahaye.

## Profilo
La prima in ordine cronologico fu la Type 37, introdotta nel 1905 come sostituta della 3 1/2 HP, uscita di produzione alcuni anni prima. La Type 37 montava un motore anteriore raffreddato ad acqua a 4 cilindri in linea, dalla cilindrata di 1206 cm³, in grado di erogare una potenza massima di 9 CV a 1400 giri/min.

La trazione era posteriore ed il cambio era manuale a 3 marce.

All'inizio del 1908 le fu affiancata la Type 28, simile nell'impostazione e nella meccanica.

Alla fine dello stesso anno entrambi modelli furono tolti di produzione.